# Eternal Memories
Singles de Crystal Kay
Teenage Universe ~Chewing Gum Baby
(1999)
Eternal Memories est le 1ersingle de la chanteuse Crystal Kay sorti sous le label Sony Music Entertainment Japan le 1er juillet 1999 au Japon. Il atteint la 47e place du classement de l'Oricon et reste classé 4 semaines, pour un total de 19 990 exemplaires vendus.
Eternal Memories est présente sur l'album C.L.L. ~Crystal Lover Light et sur les compilations CK5 et Best of Crystal Kay. Fly Away est présente sur la compilation Natural -World Premiere Album-.

## Liste des titres
| 1. | Eternal Memories | Hiroshi Kuraiti | Yōko Kanno    | 5:08 |
| 2. | Fly Away         | Shanti Snyder   | Yasushi Ishii | 4:58 |

| 1. | Eternal Memories                | Hiroshi Kuraiti | Yōko Kanno    | 5:08 |
| 2. | Fly Away                        | Shanti Snyder   | Yasushi Ishii | 4:58 |
| 3. | Fly Away (acappella)            | Shanti Snyder   | Yasushi Ishii | 4:33 |
| 4. | Eternal Memories (Instrumental) | Hiroshi Kuraiti | Yōko Kanno    | 5:07 |